# Petrus Lycklama à Nijeholt

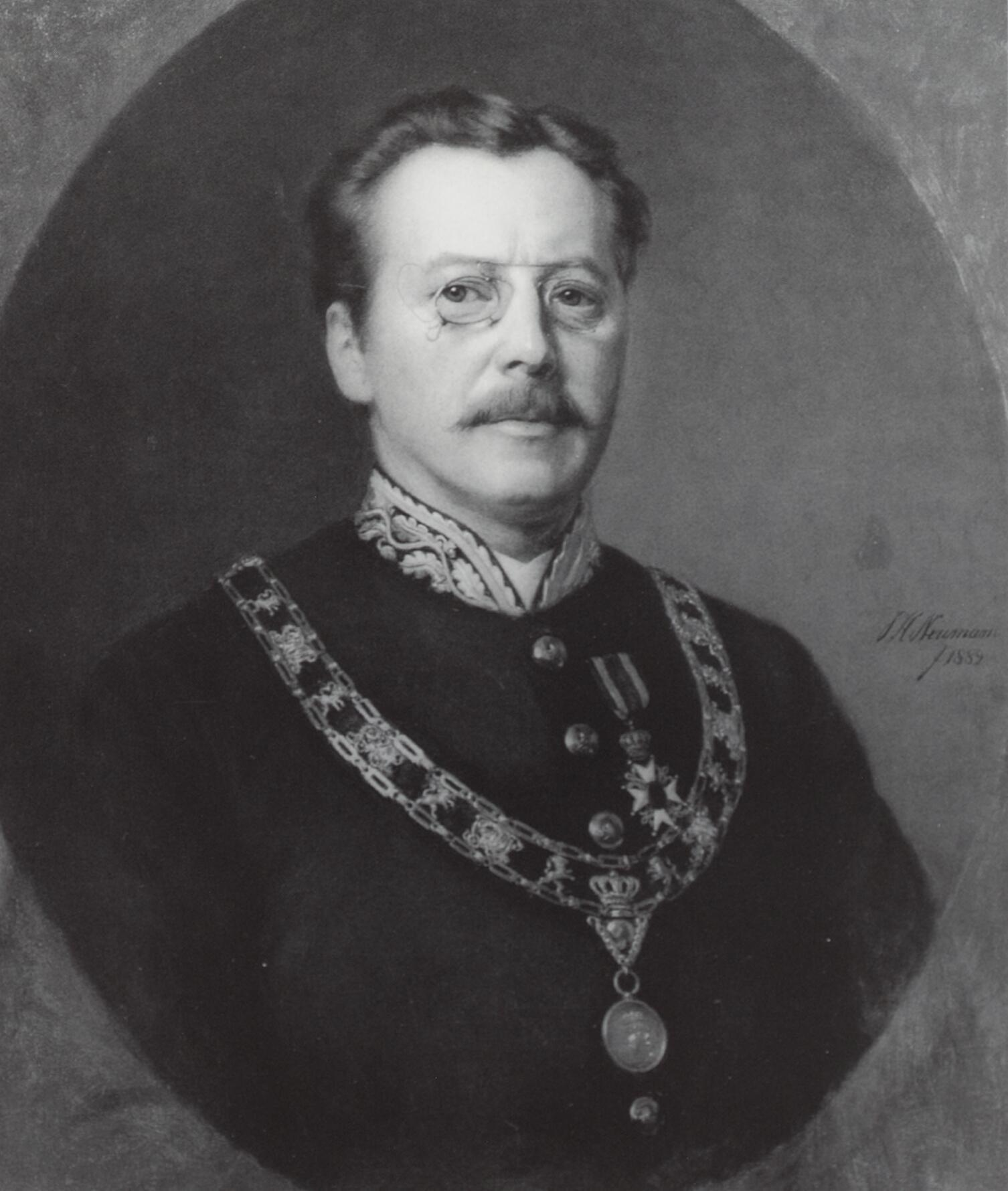
P. Lycklama à Nijeholt

Petrus Lycklama à Nijeholt (Bolsward, 25 augustus 1842 – Zwolle, 15 juni 1913), telg uit het geslacht Lycklama à Nijeholt, was marineofficier en burgemeester van diverse steden waaronder Rotterdam van 1891 tot 1893.
Hij studeerde aan het Koninklijk Instituut voor de Marine in Den Helder, en bekleedde diverse openbare functies. Hij was achtereenvolgens: 
- burgemeester van Franeker (20 februari 1868 - 15 oktober 1882),
- burgemeester van Leeuwarderadeel (15 oktober 1882 - 1 november 1883),
- burgemeester van Leeuwarden (1 november 1883 - 1 december 1891),
- burgemeester van Rotterdam (1 december 1891 - 1 december 1893) en
- Commissaris van de Koningin in Overijssel (1 december 1893 - 1 augustus 1909).

Hij was Ridder in de Orde van de Nederlandse Leeuw en Commandeur in de Orde van Oranje-Nassau.
Hij was niet de eerste uit de familie Lycklama à Nijeholt die burgemeester van Franeker was; zijn betovergrootvader Albertus ging hem voor. In Franeker is de Lycklamastraat naar hem genoemd. 